# Кара Лінн Джойс
Кара Лінн Джойс  (англ. Kara Lynn Joyce, 25 жовтня 1986) — американська плавчиня, олімпійська медалістка.

## Виступи на Олімпіадах
| Олімпіада  | Дисципліна                            | Місце                 |
| ---------- | ------------------------------------- | --------------------- |
| Афіни 2004 | плавання на 50 метрів вільним стилем  | 5                     |
| Афіни 2004 | плавання на 100 метрів вільним стилем | 5                     |
| Афіни 2004 | естафета 4 × 100 вільним стилем       | 2                     |
| Афіни 2004 | комплексна естафета 4 × 100           | 2                     |
| Пекін 2008 | плавання на 50 метрів вільним стилем  | 6                     |
| Пекін 2008 | естафета 4 × 100 вільним стилем       | 2                     |
| Пекін 2008 | комплексна естафета 4 × 100           | 2 (попередні запливи) |